# Бейкер, Бетси (актриса)
Эли́забет (Бе́тси) Бе́йкер (англ. Elizabeth «Betsy» Baker; 8 мая 1955, Сидар-Рапидс, Айова, США) — американская актриса

 и продюсер.

## Биография и карьера
Элизабет, больше известная как Бетси, Бейкер родилась 8 мая 1955 года в Сидар-Рапидсе (штат Айова, США), став средним ребёнком в семье, а выросла в Сейнт-Джозефе, штат Мичиган. Она начала брать уроки игры на фортепиано в возрасте пяти лет, а также брала уроки вокала и занималась танцами. Она училась в Университете штата Мичиган и получила диплом в области театрального образования и классического голоса.
Бейкер получила роль Линды в фильме «Зловещие мертвецы» после того, как Сэм Рэйми обратил на неё внимание в Детройте. После продолжительного перерыва, во время которого она сосредоточилась на материнстве (у неё двое детей от мужа Роберта), Бейкер возобновила свою актёрскую карьеру в 2006 году. Сыграла в десятках фильмов и телесериалов, в том числе появилась в таких известных шоу, как «Настоящая кровь», «Американская история ужасов», «Как избежать наказания за убийство» и «Бесстыдники».

## Избранная фильмография
| Год  |    | Русское название  | Оригинальное название | Роль            |
| ---- | -- | ----------------- | --------------------- | --------------- |
| 1981 | тф | Слово чести       | Word of Honor         | Дениз Макнил    |
| 1981 | ф  | Зловещие мертвецы | The Evil Dead         | Линда           |
| 1990 | тф |                   | Appearances           |                 |
| 2007 | ф  | Ночь ведьм        | Witches' Night        | Марджи          |
| 2014 | с  | Настоящая кровь   | True Blood            | акушерка        |
| 2018 | с  | Острые предметы   | Sharp Objects         | Джоселин Викери |
| 2018 | с  | Бесстыжие         | Shameless             | Дженис          |